# (37361) 2001 UW46
2001 UW46 (asteroide 37361) é um asteroide da cintura principal. Possui uma excentricidade de 0.03587920 e uma inclinação de 2.39812º.
Este asteroide foi descoberto no dia 17 de outubro de 2001 por LINEAR em Socorro.